# Speciale Sanremo 2011
Speciale Sanremo 2011 è un album compilation, pubblicato dalle case discografiche Sony Music e Rhino Records il 16 febbraio 2011.
Si tratta di una raccolta contenente 15 dei 22 brani in gara al Festival di Sanremo 2011, oltre a due della sezione "Giovani" eliminati durante la selezione trasmessa da Domenica In.
I brani di Anna Oxa, Patty Pravo, Luca Barbarossa e Raquel Del Rosario e Al Bano, vengono presentati anche nell'altra compilation dello stesso festival.
Stesso discorso per BTwins, Gabriella Ferrone, Infranti Muri e Neks nella categoria Giovani.

## Tracce
1. Max Pezzali – Il mio secondo tempo
2. Giusy Ferreri – Il mare immenso
3. Nathalie – Vivo sospesa
4. Tricarico – Tre colori
5. Anna Tatangelo – Bastardo
6. La Crus – Io confesso
7. Anna Oxa – La mia anima d'uomo
8. Patty Pravo – Il vento e le rose
9. Luca Barbarossa e Raquel del Rosario – Fino in fondo
10. Al Bano – Amanda è libera
11. Anansi – Il sole dentro
12. BTwins – Mi rubi l'amore
13. Gabriella Ferrone – Un pezzo d'estate
14. Raphael Gualazzi – Follia d'amore
15. Infranti Muri – Contro i giganti
16. Micaela – Fuoco e cenere
17. Neks – Occhi

## Classifiche
| Classifica (2011) | Posizione massima |
| ----------------- | ----------------- |
| Italia            | 2                 |